# Воргорда (комуна)
Комуна Воргорда (швед. Vårgårda kommun) — адміністративно-територіальна одиниця місцевого самоврядування, що розташована в лені Вестра-Йоталанд у південно-західній Швеції.
Воргорда 201-а за величиною території комуна Швеції. Адміністративний центр комуни — місто Воргорда.

## Населення
Населення становить 11 030 чоловік (станом на вересень 2012 року). 
| Кількість населення комуни Воргорда за 1810-2010 роки | Кількість населення комуни Воргорда за 1810-2010 роки | Кількість населення комуни Воргорда за 1810-2010 роки | Кількість населення комуни Воргорда за 1810-2010 роки | Кількість населення комуни Воргорда за 1810-2010 роки |
| ----------------------------------------------------- | ----------------------------------------------------- | ----------------------------------------------------- | ----------------------------------------------------- | ----------------------------------------------------- |
| Рік                                                   |                                                       |                                                       | Населення                                             |                                                       |
| 1810                                                  | 1810                                                  |                                                       | 5 848                                                 | 5 848                                                 |
| 1850                                                  | 1850                                                  |                                                       | 9 166                                                 | 9 166                                                 |
| 1900                                                  | 1900                                                  |                                                       | 9 111                                                 | 9 111                                                 |
| 1950                                                  | 1950                                                  |                                                       | 8 182                                                 | 8 182                                                 |
| 1970                                                  | 1970                                                  |                                                       | 7 806                                                 | 7 806                                                 |
| 1980                                                  | 1980                                                  |                                                       | 9 256                                                 | 9 256                                                 |
| 1990                                                  | 1990                                                  |                                                       | 10 147                                                | 10 147                                                |
| 2000                                                  | 2000                                                  |                                                       | 10 714                                                | 10 714                                                |
| 2010                                                  | 2010                                                  |                                                       | 10 943                                                | 10 943                                                |
| Джерело: SCB                                          |                                                       |                                                       |                                                       |                                                       |

## Населені пункти
Комуні підпорядковано 2 міські поселення (tätort) та низка сільських, більші з яких:
- Воргорда (Vårgårda)
- Естадкулле (Östadkulle)
- Горла (Horla)
- Аскланда (Asklanda)
- Норунґа (Nårunga)

## Галерея

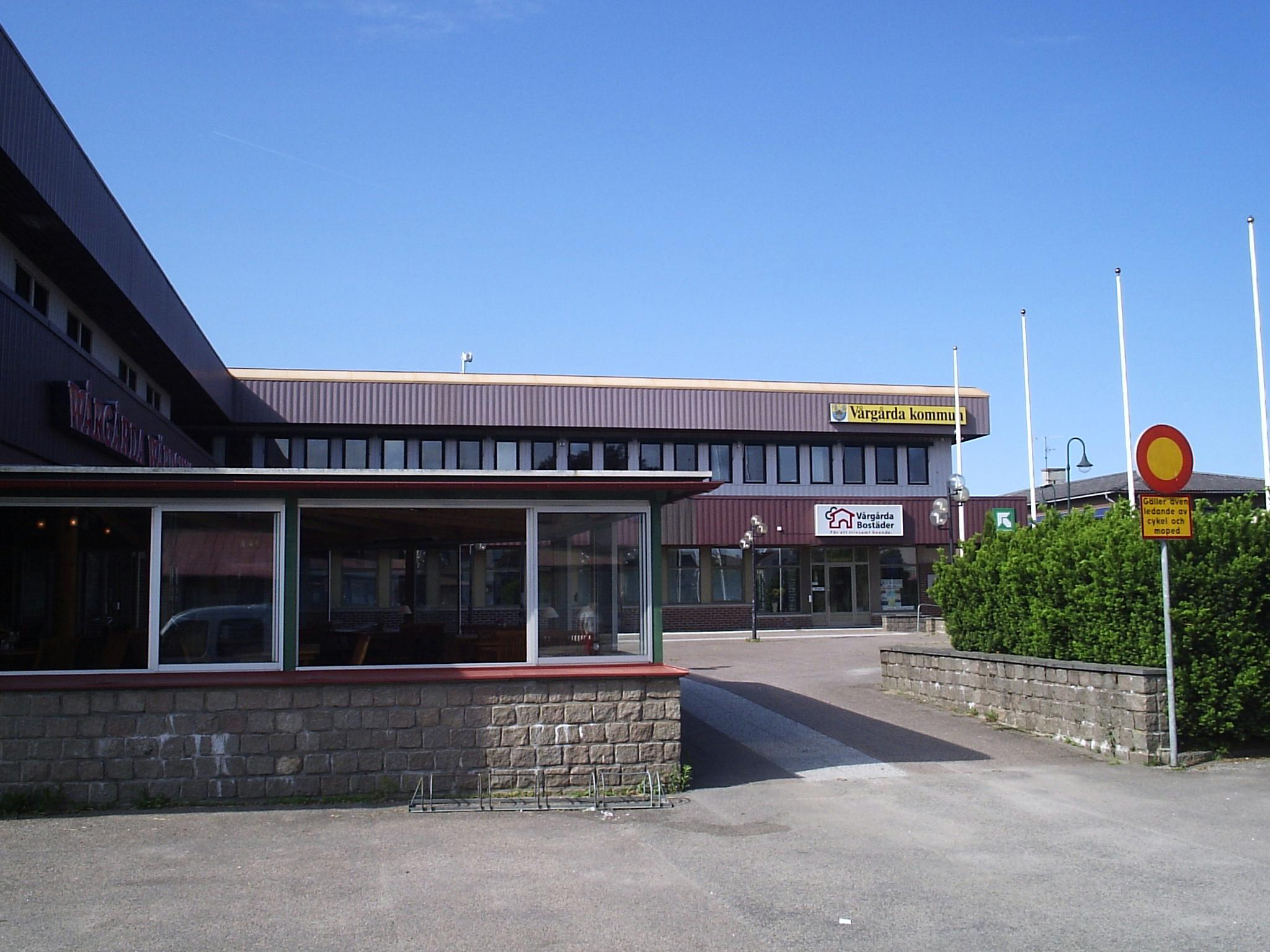
Управа комуни (Воргорда)
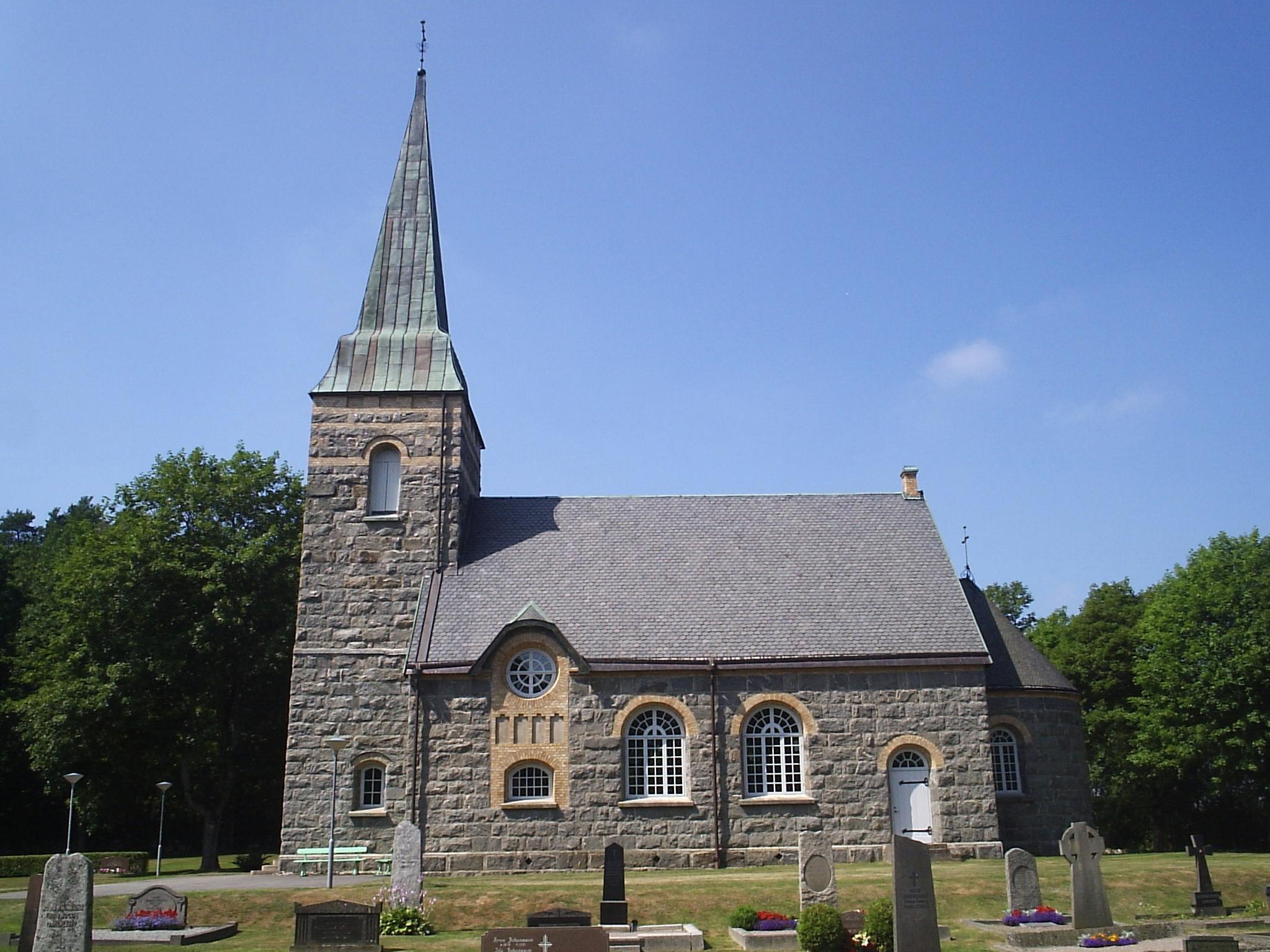
Церква (Седра-Герене)
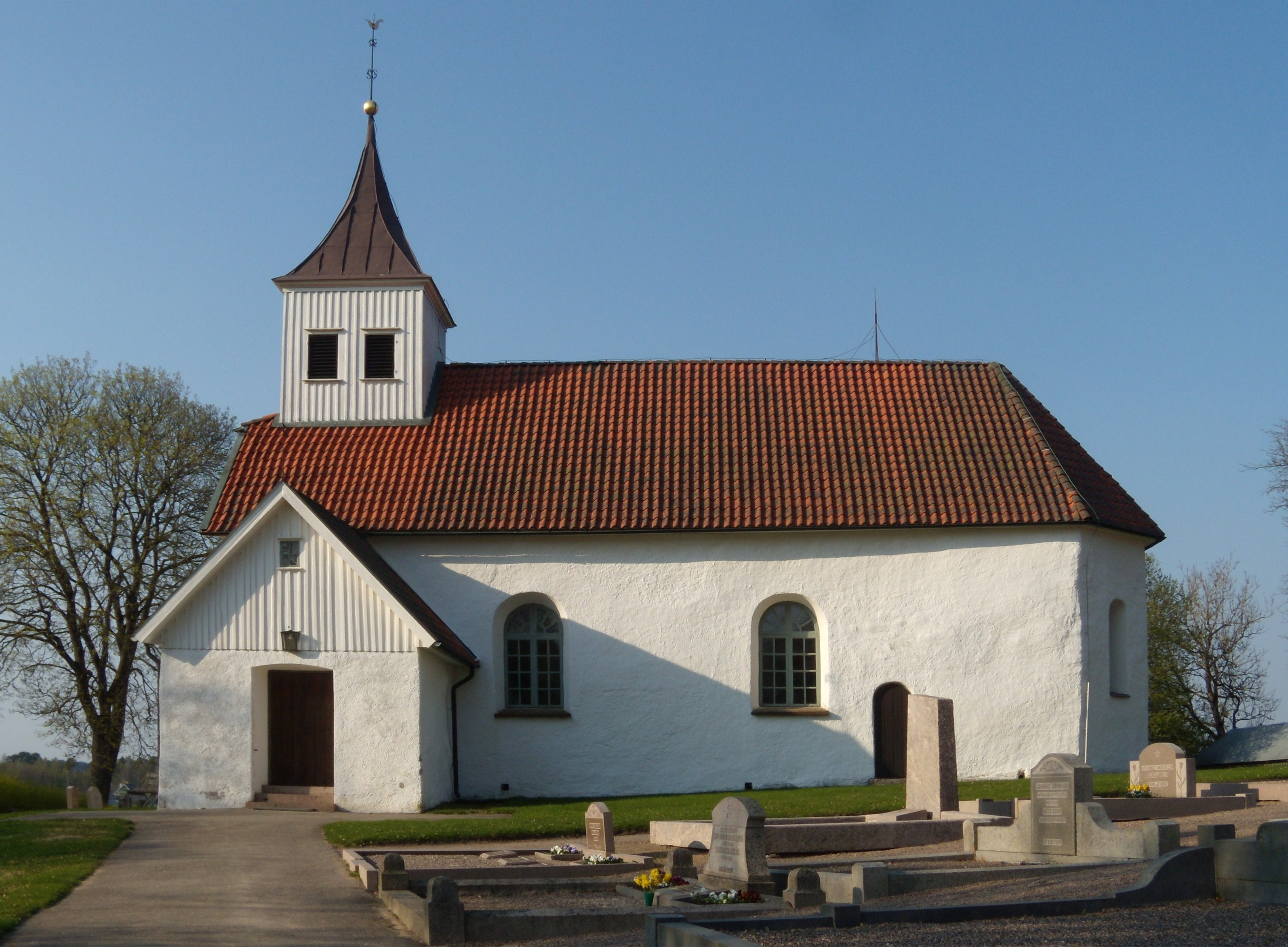
Церква (Альґутсторп)

## Виноски
1. ↑  Folkmangd i riket, lan och kommuner (шв.) . Центральне бюро статистики Швеції. Архів оригіналу за 20 серпня 2013. Процитовано 23 лютого 2013.